# Trichostylum vittatum
Trichostylum vittatum är en tvåvingeart som beskrevs av Barraclough 1992. Trichostylum vittatum ingår i släktet Trichostylum och familjen parasitflugor. Inga underarter finns listade i Catalogue of Life.